# Mas Vilar (Riudellots de la Selva)
Mas Vilar és una masia de Riudellots de la Selva (Selva) inclosa a l'Inventari del Patrimoni Arquitectònic de Catalunya.

## Descripció
El mas Vilar està situat dins d'un tancat amb reixa metàl·lica sobre un promontori en l'àrea del polígon industrial de Riudellots, molt a prop de la via del tren.
És un edifici de tipus basilical de tres plantes amb el parament arrebossat i pintat de blanc i carreus ben escairats als angles. La façana principal presenta un portal d'entrada rectangular de llinda monolítica, quatre finestres rectangulars, dues emmarcades amb pedra i dues simples, i una obertura allargada al pis superior d'arc de mig punt. També cal ressenyar el rellotge de sol pintat que mostra la data de 1883. La part posterior de l'edificació té diverses construccions adossades. El terra del davant fins a la porta del jardí d'accés des del carrer es troba pavimentat.